# Atheta eremita
Atheta eremita är en skalbaggsart som först beskrevs av Edward Caldwell Rye 1866.  Atheta eremita ingår i släktet Atheta, och familjen kortvingar. Arten är reproducerande i Sverige.